# Edythe Chapman
Pour les articles homonymes, voir Chapman.
Edythe Chapman est une actrice américaine, née le 8 octobre 1863 à Rochester (État de New York), morte le 15 octobre 1948 à Glendale (Californie).

## Biographie
Edythe Chapman débute au théâtre en 1892 et rejoint la troupe (qui se produira entre autres à Broadway en décembre 1906) de l'acteur James Neill en 1897, année où elle l'épouse.
Au cinéma, elle apparaît pour la première fois dans Richelieu d'Allan Dwan (avec Murdock MacQuarrie dans le rôle-titre), sorti en 1914. Ce film muet est également le premier aux côtés de son mari, qu'elle retrouvera dans vingt-trois autres films, dont six réalisations de Cecil B. DeMille (comme Le Réquisitoire et Le Détour, tous deux avec Leatrice Joy et sortis en 1922, ou encore Les Dix Commandements, version de 1923, avec Theodore Roberts personnifiant Moïse).
Outre Cecil B. DeMille (huit films en tout) et Allan Dwan (cinq films au total), Edythe Chapman tourne notamment sous la direction de William C. de Mille (frère du premier ; six films, dont The Idle Rich en 1929 — dernier du couple Neill —, avec Conrad Nagel et Bessie Love), William Desmond Taylor (cinq films, dont Tom Sawyer en 1917, avec Jack Pickford dans le rôle-titre), et Sam Wood (quatre films, dont Le Droit d'aimer en 1922, avec Gloria Swanson et Rudolph Valentino).

Au total, l'actrice contribue à cent-vingt films américains, dont seuls les sept derniers sont parlants. Parmi ses quatre ultimes, sortis en 1930, citons Up the River (avec Spencer Tracy et Claire Luce) de John Ford — qu'elle avait déjà croisé en 1925 sur Sa nièce de Paris, avec J. Farrell MacDonald et Otis Harlan —, ainsi que Take the Heir (avec Edward Everett Horton et Dorothy Devore) de Lloyd Ingraham.

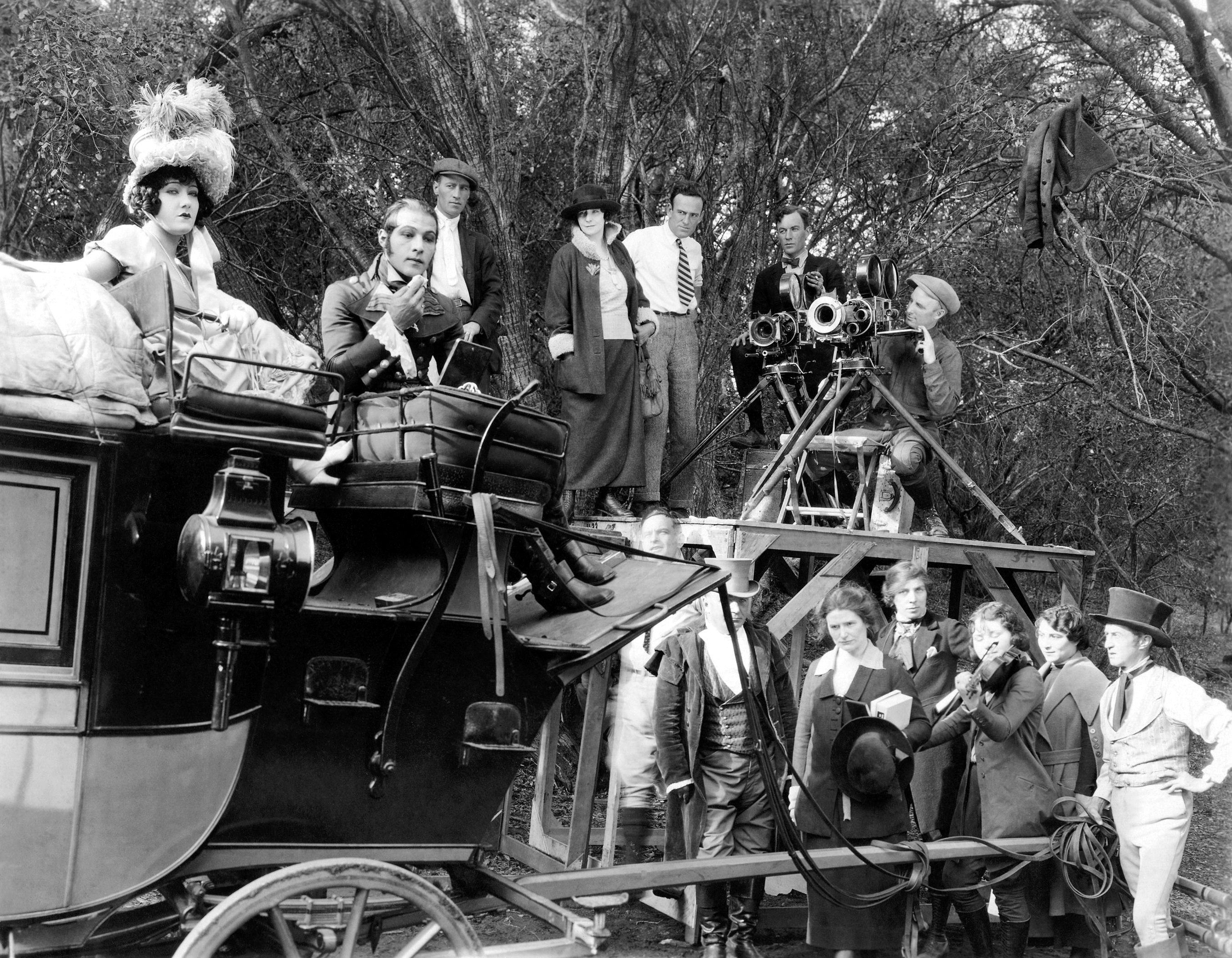
Le Droit d'aimer (1922, photo de tournage)
En haut, de g. à d. : Gloria Swanson, Rudolph Valentino, inconnu, Edythe Chapman, Sam Wood, Alfred Gilks et Osmond Borradaile
En bas : inconnus, sauf Alec B. Francis (à d.)

Edythe Chapman se retire de l'écran peu avant la mort en 1931 de son époux (qui était né en 1860), dont elle reste veuve jusqu'à son propre décès survenu en 1948. Elle est inhumée dans le cimetière de Bonaventure, à Savannah en Géorgie(p130).

## Théâtre (sélection)
- 1906 : The Light Eternal de Martin V. Merle, avec James Neill (à Broadway)

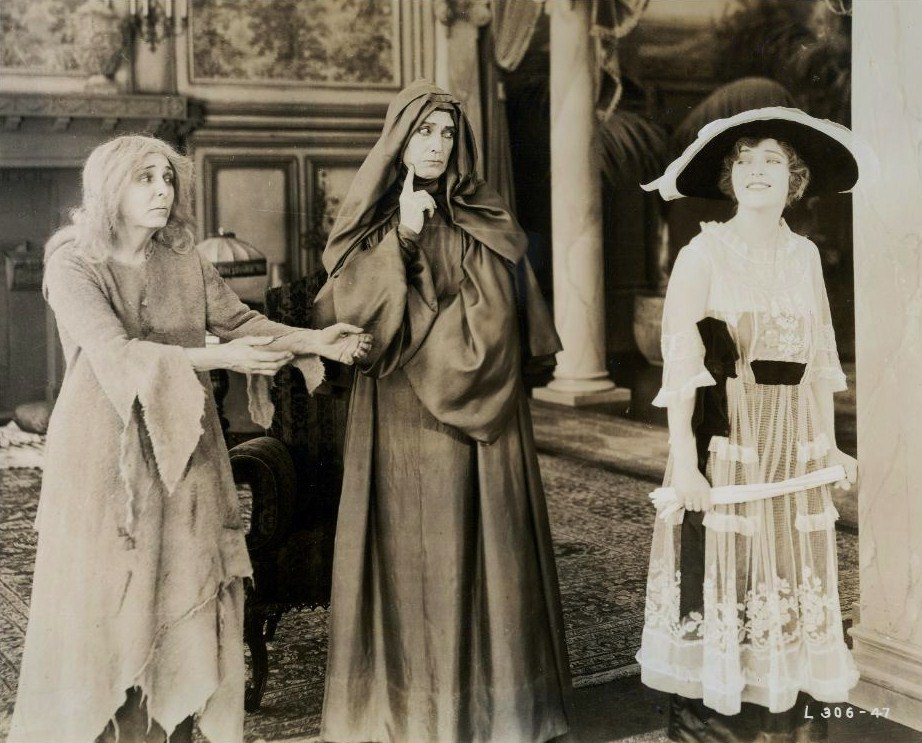
Everywoman (1919)
De g. à d. : Edythe Chapman, Charles Ogle et Violet Heming

## Filmographie partielle
- 1914 : Richelieu d'Allan Dwan
- 1915 : The Golden Chance de Cecil B. DeMille
- 1915 : The Pretty Sister of Jose d'Allan Dwan
- 1916 : Anice, fille de ferme (The Plow Girl) de Robert Z. Leonard
- 1916 : The Heir to the Hoorah de William C. de Mille
- 1916 : The Selfish Woman d'E. Mason Hopper
- 1916 : Public Opinion de Frank Reicher
- 1916 : Oliver Twist de James Young
- 1916 : Anton the Terrible de William C. de Mille
- 1917 : A Mormon Maid (en) de Robert Z. Leonard
- 1917 : La Petite Princesse (The Little Princess) de Marshall Neilan
- 1917 : The Crystal Gazer de George Melford
- 1917 : The Countess Charming de Donald Crisp
- 1917 : La Petite Américaine (The Little American) de Cecil B. DeMille et Joseph Levering
- 1917 : Douglas le nouveau D'Artagnan (A Modern Musketeer) d'Allan Dwan
- 1917 : Tom Sawyer de William Desmond Taylor
- 1917 : Ghost House de William C. de Mille
- 1918 : Rose o' Paradise de James Young
- 1918 : Anita (The Only Road) de Frank Reicher
- 1918 : Huck and Tom de William Desmond Taylor
- 1918 : Old Wives for New de Cecil B. DeMille
- 1918 : Unexpected Places d'E. Mason Hopper
- 1918 : Douglas reporter (en) (Say! Young Fellow) de Joseph Henabery
- 1918 : Douglas au pays des mosquées (Bound in Morocco) d'Allan Dwan
- 1918 : Borrowed Clothes de Lois Weber
- 1918 : Le Rachat suprême (The Whispering Chorus) de Cecil B. DeMille
- 1919 : Alias Mike Moran de James Cruze
- 1919 : An Innocent Adventuress de Robert G. Vignola
- 1919 : Peg o' My Heart de William C. de Mille
- 1919 : Douglas brigand par amour (The Knickerbocker Buckaroo) de Albert Parker
- 1919 : Flame of the Desert de Reginald Barker
- 1919 : Everywoman de George Melford
- 1920 : The County Fair d'Edmund Mortimer et Maurice Tourneur
- 1920 : Huckleberry Finn de William Desmond Taylor
- 1920 : Just Out of College d'Alfred E. Green
- 1921 : A Tale of Two Worlds de Frank Lloyd
- 1921 : A Wife's Awakening de Louis J. Gasnier
- 1921 : Bits of Life de Marshall Neilan
- 1921 : Tournant dangereux (Dangerous Curve Ahead) de E. Mason Hopper
- 1921 : Le Prince des Ténèbres (Voices of the City) de Wallace Worsley
- 1921 : Alias Ladyfingers de Bayard Veiller
- 1922 : La Dictatrice (My American Wife) de Sam Wood
- 1922 : Le Détour (Saturday Night) de Cecil B. DeMille
- 1922 : Le Droit d'aimer (Beyond the Rocks) de Sam Wood
- 1922 : Le Réquisitoire (Manslaughter) de Cecil B. DeMille
- 1922 : Youth to Youth d'Émile Chautard
- 1922 : North of the Rio Grande de Rollin S. Sturgeon
- 1922 : L'Audace et l'Habit (A Tailor-Made Man) de Joseph De Grasse
- 1922 : Inconscience (Her Husband's Trademark) de Sam Wood
- 1923 : The Miracle Makers de W. S. Van Dyke
- 1923 : Hollywood de James Cruze (caméo ; elle-même)
- 1923 : Les Dix Commandements (The Ten Commandments) de Cecil B. DeMille
- 1923 : Chastity de Victor Schertzinger
- 1924 : Daughters of Pleasure de William Beaudine
- 1924 : The Wise Virgin de Lloyd Ingraham
- 1924 : The Breaking Point d'Herbert Brenon
- 1924 : The Shadow of the East de George Archainbaud
- 1924 : Broken Barriers de Reginald Barker
- 1925 : Sa nièce de Paris (Lightnin’) de John Ford : Mme Bill Jones
- 1925 : Learning to Love de Sidney Franklin
- 1925 : Notre héros (Lazybones), de Frank Borzage
- 1925 : La Carte forcée (Soul Mates) de Jack Conway
- 1925 : Destruction ! (Havoc) de Rowland V. Lee
- 1925 : In the Name of Love de Howard Higgin
- 1926 : L'Espionne (Three Faces East) de Rupert Julian
- 1926 : One Minute to Play de Sam Wood
- 1926 : Son fils avait raison (One Minute to Way) de Sam Wood
- 1926 : Le Balourd (The Boob) de William A. Wellman
- 1926 : The Runaway de William C. de Mille
- 1927 : Chiffons (The American Beauty) de Richard Wallace
- 1927 : Le Prince étudiant (The Student Prince in Old Heidelberg) d'Ernst Lubitsch et John M. Stahl
- 1927 : L'Éclair d'argent (Man Crazy) de John Francis Dillon
- 1927 : Le Roi des rois (The King of Kings) de Cecil B. DeMille
- 1928 : Happiness Ahead de William A. Seiter
- 1928 : Le Pâtre des collines (The Shepherd of the Hills) d'Albert S. Rogell
- 1928 : The Little Yellow House de James Leo Meehan
- 1928 : L'amour joue et gagne (Three Weekends) de Clarence G. Badger
- 1929 : Synthetic Sin de William A. Seiter
- 1929 : Navy Blues de Clarence Brown
- 1929 : The Iddle Rich de William C. de Mille
- 1929 : Twin Beds (en) d'Alfred Santell
- 1930 : Take the Heir de Lloyd Ingraham
- 1930 : Up the River de John Ford
- 1930 : Man Trouble de Berthold Viertel
- 1930 : Cœur et Cambriole (Double Cross Roads) de George E. Middleton (en) et Alfred L. Werker